# Impatiens laxiflora
Impatiens laxiflora är en balsaminväxtart som beskrevs av Michael Pakenham Edgeworth. Impatiens laxiflora ingår i släktet balsaminer, och familjen balsaminväxter. Inga underarter finns listade i Catalogue of Life.